# Aspidosperma dispermum
Aspidosperma dispermum é uma espécie de plantas com flores. Foi descrito pela primeira vez por Johannes Müller Argoviensis. Aspidosperma dispermum pertence ao gênero Aspidosperma e à família Apocynaceae.
Este tipo de planta é encontrado em:
- sudeste do Brasil
  - Minas Gerais

Não há tipos listados como este.